# Phytobia magna
Phytobia magna är en tvåvingeart som först beskrevs av Mitsuhiro Sasakawa 1963.  Phytobia magna ingår i släktet Phytobia och familjen minerarflugor.
Artens utbredningsområde är Taiwan. Inga underarter finns listade i Catalogue of Life.